# Les Insectes de feu
Pour les articles homonymes, voir Bug.
Pour plus de détails, voir Fiche technique et Distribution.
Les Insectes de feu (Bug) est un film américain réalisé par Jeannot Szwarc, sorti en 1975.

## Synopsis
Un tremblement de terre libère des insectes mutants qui ont la capacité d'allumer des feux et causent de terribles dégâts dans une petite ville des États-Unis.

## Fiche technique
- Titre français : Les Insectes de feu
- Titre original : Bug
- Réalisation : Jeannot Szwarc
- Scénario : William Castle et Thomas Page, d'après le roman Les Insectes de feu (The Hephaestus Plague), de Thomas Page publié en 1975 aux éditions Belfond [1]
- Musique : Charles Fox
- Photographie : Michel Hugo
- Montage : Allan Jacobs
- Production : William Castle
- Société de production : William Castle Productions
- Société de distribution : Paramount Pictures
- Pays de production :  États-Unis
- Langue : Anglais
- Format : Couleurs - 1,85:1 - Mono - 35 mm
- Genre : Horreur, Science-fiction
- Durée : 100 min
- Dates de sortie : 
  - États-Unis : 6 juin 1975
  - France : 28 janvier 1976
- Film interdit aux moins de 13 ans en salles en France (désormais interdit aux moins de 12 ans dans la nouvelle nomenclature issue du décret du 23 février 1990) [2]

## Distribution
- Bradford Dillman (VF : Claude Giraud) : le professeur James Parmiter
- Joanna Miles (VF : Lily Baron) : Carrie Parmiter
- Richard Gilliland (VF : Gérard Dessalles) : Gerald Metbaum
- Jamie Smith-Jackson (VF : Francine Lainé) : Norma Tacker
- Alan Fudge (VF : Raoul Curet) : le professeur Mark Ross
- Jesse Vint (VF : François Leccia) : Tom Tacker
- Patty McCormack (VF : Sylvie Feit) : Sylvia Ross
- Brendan Dillon : Charlie
- Frederic Downs (VF : Henri Labussière) : Henry Tacker
- James Greene (VF : Michel Gatineau) : le révérend Kern
- Jim Poyner (VF : Yves-Marie Maurin) : Kenny Tacker
- Sam Javis (VF : Fernand Fabre) : le chauffeur de Taxi

## Production
Les Insectes de feu est le deuxième film pour le cinéma que réalise Jeannot Szwarc, qui avait jusque là travaillé essentiellement pour la télévision, réalisant des épisodes de séries comme Ça prend un voleur ou L'Homme de fer et des téléfilms comme La Fille du Diable.  Les Insectes de feu est aussi le dernier film produit par William Castle, prolifique réalisateur/producteur de films de série B durant les années 1950.
Le thème des insectes mutants est également abordé dans le film Phase IV, sorti l'année précédente, ainsi que dans   L'Inévitable Catastrophe,  un film catastrophe  réalisé et produit par Irwin Allen, sorti en 1978.

### Lieux de tournage
Le tournage s'est déroulé à Riverside, en Californie.

## Distinctions
- Nomination au prix du meilleur film d'horreur, par l'Académie des films de science-fiction, fantastique et horreur en 1976.
- Licorne d'or au Festival international de Paris du film fantastique et de science-fiction.
- Prix des meilleurs effets spéciaux pour Phil Cory, lors du Festival international du film de Catalogne en 1976.